# Спортінг Крістал
«Спо́ртінг Крі́стал» (ісп. «Club Sporting Cristal») — перуанський футбольний клуб з Ліми. Заснований 13 грудня 1955 року.

## Досягнення
- Чемпіон Перу (20): 1956, 1961, 1968, 1970, 1972, 1979, 1980, 1983, 1988, 1991, 1994, 1995, 1996, 2002, 2005, 2012, 2014, 2016, 2018, 2020
- Володар Кубка Двохсотріччя (1): 2021